# Paracladopelma tokaradiea
Paracladopelma tokaradiea är en tvåvingeart som beskrevs av Sasa och Suzuki 1995. Paracladopelma tokaradiea ingår i släktet Paracladopelma och familjen fjädermyggor. Inga underarter finns listade i Catalogue of Life.